# Ахриев, Темурко Мисостович
Темурко Мисостович Ахриев (ингуш. Оахаранаькъан Мусоста Темаркъа; умер в 1878, Плевен, Болгария) — полковник российской кавалерии, старшина Джерахского общества, помощник пристава нагорных народов, войсковой старшина.

## Биография
В 1830-х годах, Темурко был взят в аманаты (заложники) российскими войсками. 1 августа 1837 года зачислен в Кавказско-Горский дивизион в Варшаве. Произведен в векили 20 февраля 1841 года за «отличие усердной и ревностной службы». Произведен в прапорщики 29 февраля 1844 г. за «отлично усердную и ревностную службу». Награжден серебряной медалью с надписью «За усердие» на Анненской ленте за отлично усердную и ревностную службу в Кавказско-Горском дивизионе. Находился на службе в Варшаве до 1 ноября 1844 года. В 1845 году произведен в офицеры, после чего, Темурко было разрешено возвратиться в Ингушетию.
В 1845 г. был депутатом от Джераховского обществ в Санкт-Петербурге, где ему «Высочайшим повелением» было присвоено звание подпоручика. В 1857 году, Темурко было присвоено звание штабс-капитана, а также, стал помощником пристава нагорных народов.
Умер в 1878 году, в ходе русско-турецкой войны под болгарским городом Плевной. На момент смерти имел звание полковника.

## Семья
Братья: Мургуст, Эльмурза (отец Ч. Э. Ахриева), Пхиди и Науруз. Сыновья: А. Т. Ахриев — член Народной воли, С. Т. Ахриев — отец Г. С. Ахриева, Г. Т. Ахриев — полковник российской кавалерии и отец Н. Г. Ахриева.